# Bemidji (Minnesota)
Bemidji es una ciudad de Estados Unidos localizada a orillas del lago Bemidji —parte del curso del río Misisipi— en el condado de Beltrami en el estado de Minnesota. En el Censo de 2010 tenía una población de 13431 habitantes y una densidad poblacional de 366,82 personas por km².
Es la ciudad natal de la actriz Jane Russell.

## Geografía
Bemidji se encuentra ubicada en las coordenadas 47°28′52″N 94°52′55″O / 47.48111, -94.88194. Según la Oficina del Censo de los Estados Unidos, Bemidji tiene una superficie total de 36.61 km², de la cual 33.46 km² corresponden a tierra firme y 3.15 km² (8.61%) es agua.

## Demografía
Según el censo de 2010, había 13431 personas residiendo en Bemidji. La densidad de población era de 366,82 hab./km². De los 13431 habitantes, Bemidji estaba compuesto por el 81.33% blancos, el 1.15% eran afroamericanos, el 11.34% eran amerindios, el 1.39% eran asiáticos, el 0.06% eran isleños del Pacífico, el 0.34% eran de otras razas y el 4.39% pertenecían a dos o más razas. Del total de la población el 1.86% eran hispanos o latinos de cualquier raza.

## Curiosidades
La ciudad aparece en el centro de la trama de la primera temporada de Fargo (serie de televisión)